# Booh!
Booh! is een programma dat aanvankelijk werd uitgezonden door VTM bij TamTam, maar sinds 1 oktober 2009 door vtmKzoom. Er zijn twee reeksen van gemaakt.

## Verhaal
Op een dag komt de moegetergde graaf Purée de Carottes langs bij het immobiliënkantoor van Kronkel, met het verzoek zo snel mogelijk een koper voor zijn kasteel te vinden. De graaf wordt namelijk gek van het getreiter van de spoken die er wonen.
Bij het opruimen van het kasteel vindt Jonas, de zeventienjarige zoon van Kronkel, in de kelder een bril met een wel heel bijzondere eigenschap: hij kan er de spoken mee zien. Deze spoken zien Jonas eerst als een bedreiging, maar uiteindelijk sluiten ze vriendschap en wordt Jonas een bondgenoot in het wegpesten van mogelijke kopers die door Kronkel worden aangebracht.
Ieder spook heeft zijn eigen karakter en draagt zijn persoonlijke verleden met zich mee, wat soms tot spanningen tussen de spoken onderling leidt. Vaak zijn ze immers minder heldhaftig gestorven dan ze tegenover de anderen beweren.

## Personages

### Lijven
- Thomas Van Goethem - Jonas (Reeks 1 & 2)
- Frank Focketyn - Kronkel (Reeks 1 & 2)

### Spoken
- Tom Saeys - Don Carlos (Reeks 1 & 2)
- Yann Van den Branden - Willem de Woeste (Reeks 1 & 2)
- Door Van Boeckel - Witte Jos (Reeks 1 & 2)
- Alain Rinckhout - Secundo (Reeks 1 & 2)
- Wanda Joosten - Philomena Van Zurenborg (Reeks 1 & 2)
- Tanya Zabarylo - Charlotte (Reeks 2)
- Priske Dehandschutter - Aagje (Reeks 1)

## De Personages en hun verleden

### Personen

#### Jonas
Jonas is de zoon van Kronkel, de eigenaar van het immobiliën kantoor dat het kasteel waar spoken in verblijven gaat verkopen.
Wanneer hij een magische bril opzet, kan hij de spoken zien en kan hij met hen communiceren.
Zijn vader is in staat het kasteel te verkopen of openbaar te stellen, maar Jonas probeert hier samen met de spoken een stokje voor te zetten.

#### Marcel Kronkel
Kronkel kreeg bezoek van een man die zijn kasteel graag wou verkopen, omdat het er spookt. Kronkel weet niet van het bestaan van de spoken af en probeert al zeer lang het kasteel te verkopen. Dit is tot nog toe niet gelukt door de tegenwerking van de spoken. Kronkel wordt snel verliefd.

### Spoken

#### Don Carlos
Don Carlos is een Spaanse graaf in de 16e eeuw, die goed bevriend was met de Hertog van Alva. Nadat hij werd uitgehuwelijkt aan een jong meisje, kwam hij erachter dat dat meisje helemaal niet van hem hield en hem bedroog met een zwerver. Hij werd tijdens een duel door die zwerver gedood, en loopt daarom nog steeds met een degen door zijn lichaam.

#### Willem de Woeste
Willem de Woeste (ook woeste genoemd) is een kruisvaarder in het jaar 1097, gekleed in een maliënkolder en met een zwaard in de hand. Hij schept steeds op over zijn bijdrage aan De Slag om Aarschot en de kruistochten, waar hij stierf op het slagveld. De realiteit is minder flatterend: Willem de Woeste stierf aan een aanval van chronische diarree, nog voor hij één voet op het slagveld had gezet.

#### Witte Jos
Witte Jos beweert een spook uit de jaren 70 te zijn, maar is eigenlijk een oermens (hij heeft b.v. een staart die hij angstvallig verborgen houdt). Hij kwam om het leven toen hij door een mammoet verpletterd werd, en hield zich de daaropvolgende eeuwen in een grot verborgen. Toen die overstroomde was hij verplicht boven te komen. Toen hij boven kwam, was hij in het kasteel aangespoeld. Dan kleedde hij zich volgens een afbeelding uit een oud discomagazine.

#### Secundo
Secundo, de assistent van Leonardo da Vinci en - volgens hemzelf - het eigenlijke brein achter diens uitvindingen. Hij kwam om het leven toen hij nadat een van zijn vleugels afbrak, neerstortte bij een vliegexperiment. Hij loopt daarom nog gekleed in een vliegenierskostuum en één vleugel onder de arm. Opvallend is zijn soms omslachtige en archaïsche taalgebruik, met typische uitspraken als 'pardon dat ik mij excuseer' en 'met permissie'.

#### Philomena Van Zurenborg
Philomena was rond 1850 de huishoudster van een van de vroegere eigenaars van het kasteel, op wie ze verliefd was. Toen ze uiteindelijk haar liefde wilde verklaren, donderde de 150 kilo zware kroonluchter naar beneden. Als spook heeft ze een paar kroonluchterarmen in haar lichaam zitten.

#### Aagje
Aagje verscheen als lijf in het verhaal, als assistente van derderangsgoochelaar Clandestino. Ze kwam om het leven bij een mislukte goocheltruc, toen ze door Clandestino per ongeluk echt doormidden werd gezaagd. Sindsdien is ze een modern en hip spook uit 2 helften, die door middel van een ritssluiting aan elkaar gezet zijn. Aagje verdween weer van het toneel toen ze bij het verlaten van het kasteel in lucht oploste.

#### Charlotte
Charlotte kwam als lijf in het kasteel schuilen voor de regen. Toen tijdens een onweersbui de elektriciteit uitviel en Charlotte de zekeringen ging nakijken, werd ze geëlektrocuteerd. Sindsdien gaat ze ook als spook door het leven. Jonas is verliefd op haar.

## Afleveringen

### Reeks 1
- 1. Kasteel te koop
- 2. Abracadrama
- 3. IJzeren discipline
- 4. Philomena staakt
- 5. Clandestino's comeback
- 6. Aerschotsen Bruine
- 7. Het venijn zit hem in de staart
- 8. Dees is de rover
- 9. De tweede bril
- 10. Von Geisteren
- 11. Odnuces
- 12. De wonderfles
- 13. Boem!

### Reeks 2
- 14. Charlotte
- 15. Verkiezingen
- 16. Du Dequem Chacooz
- 17. Lachen en brullen
- 18. Ambassade gezocht
- 19. Kasteelwind
- 20. Parfum d'amore
- 21. Wij reizen om te leren
- 22. Schattenjacht
- 23. De wet is de wet
- 24. Halloween
- 25. De held van Aarschot
- 26. Lijfwee